# Franz Popp (Politiker)
Franz Popp (* 14. September 1891 in Dobermannsdorf; † 8. September 1981 in Wien) war ein österreichischer Lehrer und Politiker SDAP. Popp war von 1945 bis 1960 Landeshauptmann-Stellvertreter in der Niederösterreichischen Landesregierung.

## Ausbildung und Beruf
Franz Popp besuchte die Volksschule in Hohenau und die Bürgerschule in Zistersdorf. Danach absolvierte Popp die Lehrerbildungsanstalt in Wiener Neustadt und schloss die Matura ab. Popp trat in der Folge in den Schuldienst und absolvierte zwischen 1914 und 1918 den Militärdienst, wobei er den Dienstgrad eines Oberleutnants erreichte. Popp arbeitete als Volksschullehrer in Leobersdorf, Berndorf, Pottenstein, Weissenbach an der Triesting, Gainfarn, Günselsdorf, Traiskirchen und letztlich in Hohenau, wo er 1947 das Amt des Volksschuldirektors übernahm. 

## Politik
Popp war ab 1923 Mitglied der Freien Lehrergewerkschaft Österreichs und hatte von 1921 bis 1934 das Amt des Bürgermeisters von Hohenau inne. Während Popps Amtszeit als Bürgermeister wuchs Hohenau stark an, wobei unter anderem 200 neue Häuser, ein Elektrizitätswerk und das Rathaus errichtet wurden. Zudem gehörte Popp zwischen dem 11. Mai 1921 und dem 16. Februar 1934 dem Niederösterreichischen Landtag an. Nach den Februarkämpfen im Österreichischen Bürgerkrieg und dem Verbot der Sozialdemokratischen Arbeiterpartei Österreichs verlor er seine politischen Funktionen und befand sich von Februar und April 1934 in Haft. Nach seiner Entlassung aus dem Lehrerdienst arbeitete Popp als Versicherungsvertreter und stand von 1934 bis 1938 unter Polizeiaufsicht. Von 1938 bis 1939 wurde eine Gestapo-Untersuchung gegen ihn eingeleitet. 
Nach dem Ende des Zweiten Weltkriegs trat Popp 1945 dem Sozialistischen Lehrerverein Österreichs bei und wurde im Mai 1945 Mitglied des provisorischen Landesausschusses. Zudem hatte Popp das Amt des Zentralsekretär der SPÖ inne. Innerparteilich hatte Popp zudem von 1956 bis 1960 das Amt des Landesparteivorsitzenden inne. Er gehörte vom 12. Dezember 1945 bis zum 16. Februar 1960 erneut dem Landtag an und war während dieser Zeit auch Klubobmann der SPÖ. Des Weiteren hatte er vom 12. Dezember 1945 bis zum 4. Oktober 1960 das Amt des Landeshauptmannstellvertreters inne. Popp war in der Landesregierung für die Schul- und Kulturverwaltung zuständig und maßgeblich an der Gründung des Schulbaufonds beteiligt.

## Auszeichnungen
- 1960: Ehrenring des Landes Niederösterreich[1]
- 1960: Großes Goldenes Ehrenzeichen mit Stern um die Verdienste der Republik Österreich[2]